# Naturschutzgebiet Eichhorst im Schönbecker Wald
Koordinaten: 53° 34′ 39,8″ N, 13° 31′ 50,5″ O
Das Naturschutzgebiet Eichhorst im Schönbecker Wald ist ein 230 Hektar umfassendes Naturschutzgebiet in Mecklenburg-Vorpommern zwei Kilometer westlich von Schönbeck. Die Unterschutzstellung erfolgte am 21. Oktober 1981 mit dem Ziel, einen strukturreichen ehemaligen Bauernwald mit Feuchtgebieten zu erhalten, der Lebensraum ist für seltene und gefährdete Arten wie 
Seeadler, Schreiadler und Schwarzstorch.
Der aktuelle Gebietszustand wird als befriedigend angesehen, da die Flächen weiterhin entwässert werden. Auf mehreren Wegen ist ein Betreten der Flächen möglich.